# Gadeukbong
Gadeukbong (koreanska: 가득봉, Kadŭk-pong) är en bergstopp i Sydkorea.   Den ligger i provinsen Gangwon, i den norra delen av landet, 110 km öster om huvudstaden Seoul. Toppen på Gadeukbong är 1 060 meter över havet, eller 130 meter över den omgivande terrängen. Bredden vid basen är 2,1 km.
Terrängen runt Gadeukbong är huvudsakligen kuperad. Runt Gadeukbong är det ganska glesbefolkat, med 38 invånare per kvadratkilometer. I omgivningarna runt Gadeukbong växer i huvudsak blandskog.